# Richard Eliason
Richard Eliason (nascido em 8 de abril de 1988) é um nadador paralímpico australiano.
Foi selecionado para representar a Austrália nos Jogos Paralímpicos de Verão de 2012 em Londres. Foi medalha de prata nos 100 metros peito SB14 do Mundial de Natação Paralímpica de 2010.